# Franco Balmamion
Franco Balmamion, né le 11 janvier 1940 à Nole, dans la province de Turin, Piémont, est un coureur cycliste italien.

## Biographie
Professionnel de 1961 à 1972, Franco Balmamion a notamment gagné le Tour d'Italie en 1962 et 1963 sans y avoir remporté la moindre étape. Il a également fini troisième du Tour de France 1967.

## Palmarès

### Palmarès amateur
- 1959
  - Trophée Emamuele Garda
- 1960
  - Gran Premio Artigiani Sediai e Mobilieri
  - Circuito Bassignanese
  - Turin-Valtournenche
  - Rho-Macugnaga
  - Trophée San Pellegrino

### Palmarès professionnel
- 1961
  - 3e du Tour d'Émilie
  - 3e du G.P d'Orte
- 1962
  - Milan-Turin
  -  Classement général du Tour d'Italie
  - Tour des Apennins
  - 2e du Tour de Suisse
  - 3e des Trois vallées varésines
  - 10e du Super Prestige Pernod
- 1963
  - Championnat de Zurich
  -  Classement général du Tour d'Italie
  - 3e du Tour de Vénétie
  - 7e de Milan-San Remo
- 1964
  - 2e du Tour de Suisse
  - 2e du Grand Prix du Parisien (avec Rolf Maurer et Werner Weber)
  - 3e du Tour des Apennins
  - 7e du Tour de Romandie
  - 8e du Tour d'Italie
- 1965
  - 3e de Gênes-Nice
  - 3e de Milan-San Remo
  - 3e du Tour du Latium
  - 5e du Tour d'Italie
  - 8e du championnat du monde sur route
- 1966
  - 2e de la Cronostaffetta des Abruzzes
  - 4e du Tour de Suisse
  - 6e du Tour d'Italie
  - 8e de Milan-San Remo
  - 8e de Tirreno-Adriatico
- 1967
  -  Champion d'Italie sur route (Tour de Toscane)
  - Cronostaffetta des Abruzzes :
    - Classement général
    - 1rec étape

  - 2e du Tour d'Italie
  - 2e du Tour de Romagne
  - 3e du Tour de France
  - 5e du Super Prestige Pernod
  - 8e du Tour de Romandie
- 1968
  - Cronostaffetta des Abruzzes
  - 7e du Tour d'Italie
- 1969
  - 5ea étape de Paris-Nice (contre-la-montre par équipes)
- 1970
  - 3e du Tour du Piémont

### Résultats sur les grands tours

#### Tour de France
5 participations
- 1963 : abandon (3e étape)
- 1967 : 3e
- 1969 : 39e
- 1970 : 12e
- 1971 : abandon (10e étape)

#### Tour d'Italie
12 participations
- 1961 : 20e
- 1962 :  Vainqueur,  maillot rose pendant 5 jours
- 1963 :  Vainqueur,  maillot rose pendant 7 jours
- 1964 : 8e
- 1965 : 5e
- 1966 : 6e
- 1967 : 2e
- 1968 : 7e[1]
- 1969 : abandon
- 1970 : 12e
- 1971 : abandon
- 1972 : 38e